# The Wörld Is Yours (album)
The wörld is yours je 20. studijski album britanske skupine Motörhead.
Izdan je bil 14. decembra 2010 po vsem svetu in mesec zatem še v ZDA. 
Producent je bil Cameron  Webb.

## Seznam skladb
| Št.             | Naslov                  | Dolžina |
| --------------- | ----------------------- | ------- |
| 1.              | „Born to Lose‟          | 4:01    |
| 2.              | „I Know How to Die‟     | 3:19    |
| 3.              | „Get Back in Line‟      | 3:35    |
| 4.              | „Devils in My Head‟     | 4:21    |
| 5.              | „Rock 'n' Roll Music‟   | 4:25    |
| 6.              | „Waiting for the Snake‟ | 3:41    |
| 7.              | „Brotherhood of Man‟    | 5:15    |
| 8.              | „Outlaw‟                | 3:30    |
| 9.              | „I Know What You Need‟  | 2:58    |
| 10.             | „Bye Bye Bitch Bye Bye‟ | 4:04    |
| Skupna dolžina: | Skupna dolžina:         | 39:15   |